# Evropské halové hry v atletice 1966

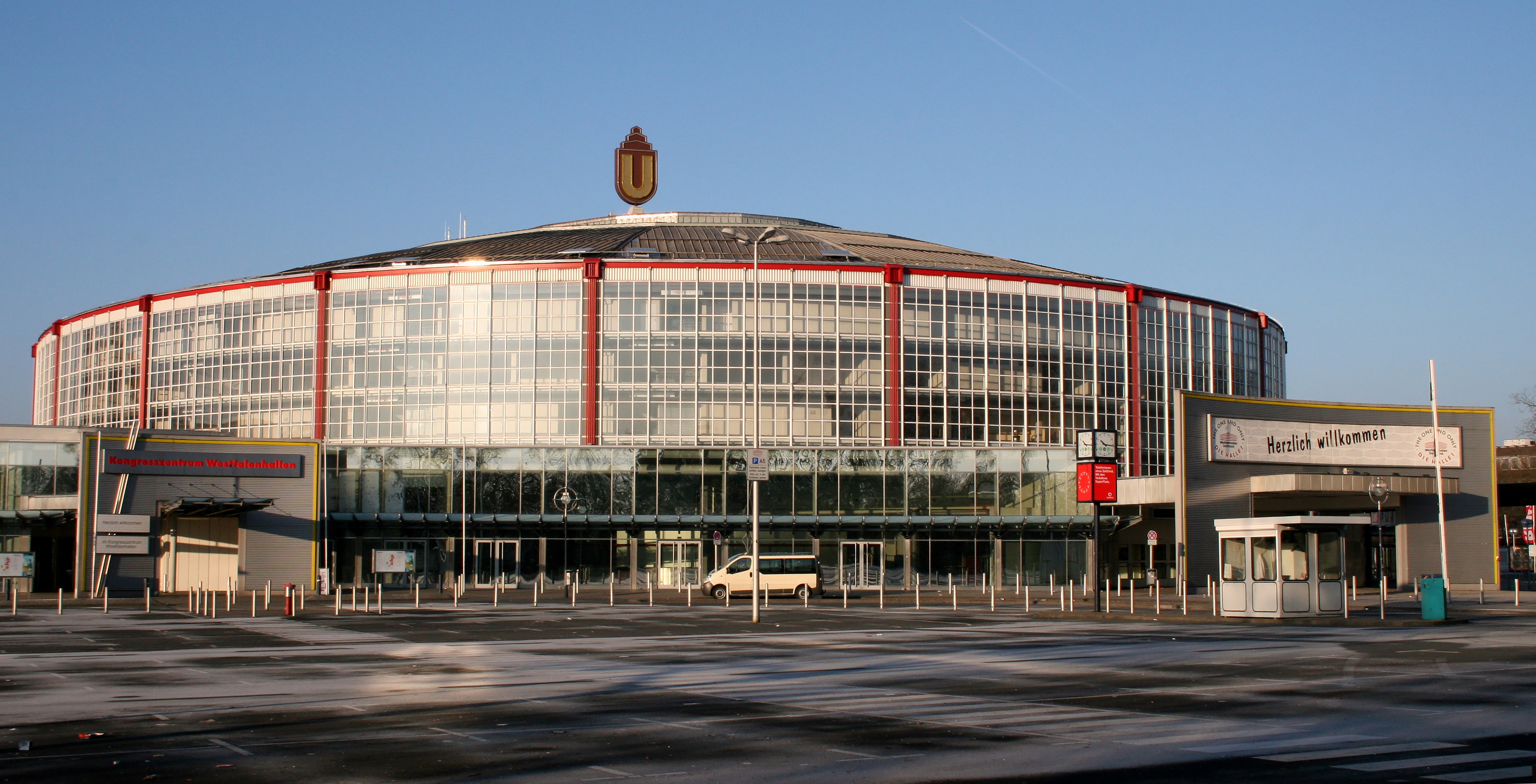
Westfalenhallen v Dortmundu

1. Evropské halové hry v atletice se uskutečnily dne 27. března 1966 v hale Westfalenhallen v tehdy západoněmeckém Dortmundu. Na programu bylo celkově 21 disciplín (13 mužských a 8 ženských).
V letech 1967 – 1969 se konaly další tři ročníky, druhý se konal v pražské sportovní hale, v dnešní Sportovní hale Fortuna. V roce 1970 došlo k přejmenování šampionátu na halové mistrovství Evropy v atletice.

## Medailisté

### Muži
| Soutěž        | Zlato                                                                 | Stříbro                                                                      | Bronz                                                                                |
| ------------- | --------------------------------------------------------------------- | ---------------------------------------------------------------------------- | ------------------------------------------------------------------------------------ |
| 60 m          | Barrie Kelly 6,6                                                      | Heinz Erbstößer 6,6                                                          | Viktor Kassatkin 6,6                                                                 |
| 400 m         | Hartmut Koch 47,9                                                     | Manfred Kinder 48,3                                                          | Vasilij Anisimov 49,0                                                                |
| 800 m         | Noel Carroll 1:49,7                                                   | Tomáš Jungwirth 1:50,8                                                       | Herbert Missalla 1:51,2                                                              |
| 1500 m        | John Whetton 3:43,8                                                   | Oleg Rajko 3:46,7                                                            | Ulf Högberg 3:47,2                                                                   |
| 3000 m        | Harald Norpoth 7:56,0                                                 | Siegfried Herrmann 7:57,2                                                    | István Kiss 8:05,0                                                                   |
| 60 m př.      | Eddy Ottoz 7,7                                                        | Mike Parker 7,8                                                              | Hinrich John 7,9                                                                     |
| 4 x 320 m     | NSR 2:30,1 Jörg Jüttner Rainer Kunter Hans Reinermann Jens Ulbricht   | Československo 2:31,0 Miroslav Veruk Juraj Demeč Ladislav Kříž Josef Trousil | nikdo                                                                                |
| 1+2+3+4 kola  | NSR 3:22,0 Leonhard Händl Werner Krönke Rolf Krüsmann Jürgen Schröter | Itálie 3:22,2 Bruno Bianchi Sergio Bello Sergio Ottolina Ippolito Giani      | Belgie 3:27,2 Werner Oijzers Willy Vandewyngaerden Georges Wijnants Albert van Hoorn |
| Skok do výšky | Valerij Skvorcov 2,17 m                                               | Wolfgang Schillkowski 2,11 m                                                 | Kjell-Åke Nilsson 2,08 m                                                             |
| Skok o tyči   | Gennadij Blizněcov 4,90 m                                             | Rudolf Tomášek 4,80 m                                                        | Rainer Liese 4,70 m                                                                  |
| Skok daleký   | Igor Ter-Ovanesjan 8,23 m                                             | Armin Baumert 7,79 m                                                         | Jochen Eigenherr 7,63 m                                                              |
| Trojskok      | Şerban Ciochină 16,43 m                                               | Michael Sauer 16,35 m                                                        | Peter Nemšovský 16,28 m                                                              |
| Vrh koulí     | Vilmos Varjú 19,06 m                                                  | Dieter Hoffmann 18,25 m                                                      | Jiří Skobla 18,08 m                                                                  |

### Ženy
| Soutěž        | Zlato                                                                               | Stříbro                                                                                       | Bronz                                                                               |
| ------------- | ----------------------------------------------------------------------------------- | --------------------------------------------------------------------------------------------- | ----------------------------------------------------------------------------------- |
| 60 m          | Margit Nemesháziová 7,3                                                             | Galina Mitročinová 7,3                                                                        | Mary Randová 7,4                                                                    |
| 400 m         | Helga Henningová 56,9                                                               | Libuše Macounová 57,2                                                                         | Maeve Kyleová 57,3                                                                  |
| 800 m         | Zsuzsa Szabóová 2:07,9                                                              | Karin Kesslerová 2:10,8                                                                       | Marie Ingrová 2:11,6                                                                |
| 60 m př.      | Irina Pressová 8,1                                                                  | Gundula Dielová 8,4                                                                           | Inge Schellová 8,4                                                                  |
| 4 x 160 m     | NSR 1:18,4 Renate Meyerová Erika Rostová Hannelore Trabertová Kirsten Roggenkampová | SFR Jugoslávie 1:21,7 Ljiljana Petnjaričová Marjana Lubejová Jelisaveta Đanić Olga Šikovecová | Československo 1:22,3 Libuše Macounová Alena Hiltscherová Eva Kucmanová Eva Lehocká |
| Skok do výšky | Jolanda Balașová 1,76 m                                                             | Olga Gereová-Puličová 1,73 m                                                                  | Ilia Hansová 1,65 m                                                                 |
| Skok daleký   | Taťána Ščelkanovová 6,73 m                                                          | Mary Randová 6,53 m                                                                           | Heide Rosendahlová 6,49 m                                                           |
| Vrh koulí     | Margitta Gummelová 17,30 m                                                          | Tamara Pressová 17,00 m                                                                       | Naděžda Čižovová 16,95 m                                                            |

## Medailové pořadí
| Umístění | Stát                             | Zlato | Stříbro | Bronz | Celkem |
| -------- | -------------------------------- | ----- | ------- | ----- | ------ |
| 1.       | NSR                              | 5     | 5       | 7     | 17     |
| 2.       | Sovětský svaz                    | 5     | 3       | 3     | 11     |
| 3.       | Maďarská lidová republika        | 3     | 0       | 1     | 4      |
| 4.       | NDR                              | 2     | 4       | 0     | 6      |
| 5.       | Velká Británie                   | 2     | 2       | 1     | 5      |
| 6.       | Rumunská socialistická republika | 2     | 0       | 0     | 2      |
| 7.       | Itálie                           | 1     | 1       | 0     | 2      |
| 8.       | Irsko                            | 1     | 0       | 1     | 2      |
| 9.       | Československo                   | 0     | 4       | 4     | 8      |
| 10.      | SFR Jugoslávie                   | 0     | 2       | 0     | 2      |
| 11.      | Švédsko                          | 0     | 0       | 2     | 2      |
| 12.      | Belgie                           | 0     | 0       | 1     | 1      |